# Larvique
Larvik ou, na sua forma portuguesa, Larvique é uma comuna da Noruega, com 530 km² de área e 40.990 habitantes (censo de 2004).